# Campionati del mondo di ciclocross 2025 - Gara maschile Elite
La settantaseiesima edizione della gara maschile Elite dei Campionati del mondo di ciclocross si svolse il 2 febbraio 2025 con partenza ed arrivo da Liévin, in Francia, su un percorso iniziale di 150 m più un circuito di 2,8 km da ripetere 8 volte per un totale di 22,55 km. Per la settima volta la vittoria fu appannaggio dell'olandese Mathieu van der Poel, il quale terminò la gara in 1h02'44", alla media di 21,563 km/h, precedendo i belgi Wout Van Aert e Thibau Nys.
Partenza con 45 ciclisti dei quali 24 portarono a termine la competizione.

## Squadre partecipanti
| N.      | Cod. | Squadra         |
| ------- | ---- | --------------- |
| 1-7     | NED  | Paesi Bassi     |
| 8-15,18 | BEL  | Belgio          |
| 20      | CZE  | Repubblica Ceca |
| 21-23   | ESP  | Spagna          |
| 24-28   | SUI  | Svizzera        |
| 29      | ITA  | Italia          |
| 30-36   | FRA  | Francia         |
| 38-39   | USA  | Stati Uniti     |

| N.    | Cod. | Squadra       |
| ----- | ---- | ------------- |
| 40-42 | GER  | Germania      |
| 43-44 | CAN  | Canada        |
| 45-46 | GBR  | Gran Bretagna |
| 47    | POL  | Polonia       |
| 48    | JPN  | Giappone      |
| 49    | DEN  | Danimarca     |
| 50    | ROU  | Romania       |

## Ordine d'arrivo (Top 10)
| Pos. | Corridore              | Squadra     | Tempo    |
| ---- | ---------------------- | ----------- | -------- |
| 1    | Mathieu van der Poel   | Paesi Bassi | 1h02'44" |
| 2    | Wout Van Aert          | Belgio      | a 45"    |
| 3    | Thibau Nys             | Belgio      | a 1'06"  |
| 4    | Joris Nieuwenhuis      | Paesi Bassi | a 1'15"  |
| 5    | Emiel Verstrynge       | Belgio      | a 1'53"  |
| 6    | Toon Aerts             | Belgio      | a 2'21"  |
| 7    | Michael Vanthourenhout | Belgio      | a 2'00"  |
| 8    | Joran Wyseure          | Belgio      | a 2'03"  |
| 9    | Lars van der Haar      | Paesi Bassi | a 2'09"  |
| 10   | Laurens Sweeck         | Belgio      | a 2'28"  |